# Linares (San Martín del Rey Aurelio)
Linares (San Andrés de Llinares en asturiano y oficialmente) es una parroquia del concejo de San Martín del Rey Aurelio, en el Principado de Asturias (España). Alberga una población de 8026 habitantes (INE 2021). Ocupa una extensión de 10,68 km². Está situada a 3,8 km de la capital del concejo. Su templo parroquial está dedicado a San Andrés. En esta parroquia se encuentran la localidad de El Entrego, así como un buen número de otras menores. El territorio de la parroquia, de carácter rural, se vio alterado tras la llegada de la minería en el siglo XIX, provocando el crecimiento de muchos de sus pequeños núcleos, especialmente La Hueria de Carrocera, San Vicente, La Oscura o Pumarín.

## Poblaciones
- Abonión
- Aragustín
- Arbejil
- Artosa
- Barredo
- Bedavo
- Campa Labeduriu
- Carrocera
- Castañera
- Ciñera
- Cotariella de Escobio
- El Candanal
- El Collado
- El Entrego
- El Felguerón
- El Fresno
- El Jardín
- El Mayao
- El Meruxeo
- El Rebollal
- El Sotón
- El Trabanquín
- Escobio
- Goyano
- La Acebal
- La Bornadina
- La Cabaña
- La Cabañina
- La Cantera
- La Cascaya
- La Caseta
- La Casona
- La Central
- La Corca
- La Corredoria
- La Fayona
- La Figar
- La Granja
- La Juliana
- La Llaniella
- La Llave
- La Lloseta
- La Nespral
- La Noal
- La Pontona
- La Rebollada
- La Revenga
- La Rotella de Bedavo
- La Tejerina
- La Traviesa
- La Vallina
- La Viña
- Lantero
- Las Roces
- Las Vilorteras
- Llaneces del Rey Moró
- Llugarín de Abajo
- Llugarín de Arriba
- Los Carbazales
- Los Cigüeñales
- Los Corrales
- Los Fornos
- Los Llagos
- Los Rebollos
- Los Valles
- Otariello
- Otariz
- Paniceres de San Andrés
- Pelonegro
- Perlada
- Pipe
- Poladura
- Pumarabin
- Pumarin
- Rozada
- San Vicente
- Sorriego
- Valle de Bedavo
- Valleya
- Venta del Aire
- Villacedré y Llano Martín
- Vistalegre